# Торнтон, Уильям
Уи́льям То́рнтон (англ. William Thornton, род. 20 мая 1759 г. Йост-ван-Дейк, Британские Виргинские острова — ум. 28 марта 1828 г. Вашингтон) — английский и американский архитектор, врач, художник и изобретатель, человек универсальных знаний и способностей.
У. Торнтон изучал медицину в шотландской столице Эдинбурге. В 1787 году он уезжает в США. Известность приобрёл в первую очередь тем, что был первым архитектором Капитолия в Вашингтоне. 25 июля 1793 года его проект победил в конкурсе из 17 предложенных к рассмотрению, к У. Торнтону была вручена премия в размере 500 долларов США.
Из других осуществлённых архитектурных проектов У. Торнтона следует назвать здания Library Company в Филадельфии и Octagon House в Вашингтоне, в котором размещается с 1898 года Американский институт архитектуры.
С 1 июня 1792 и до самой своей смерти в 1828 году У. Торнтон также возглавлял патентное бюро США (был его первым суперинтендантом).